# Schelte J. Bus
Schelte John „Bobby” Bus (n. 18 decembrie 1956, New York City, New York, SUA) este un astronom american de la Institutul de Astronomie de la Universitatea din Hawaii care are acces la Telescopul NASA în Infraroșu (NASA Infrared Telescope Facility⁠(en)[traduceți] - IRTF).
A descoperit cometa 87P/Bus în 1981 și sute de asteroizi, printre care 2135 Aristaeus (aflat la 3 milioane mile, de 13 ori distanța Pământ-Lună) și 50 de asteroizi troieni. În timpul studiilor sale a fost elevul lui Eugene Merle Shoemaker. Un asteroid descoperit de el în 1981 a primit denumirea (7986) Romania.